# La Chaussaire
La Chaussaire korábbi község Franciaország Loire mente régiójában, Maine-et-Loire megyében. 2015. december 15-én tíz másik korábbi községgel egyesült és Montrevault-sur-Èvre új község része lett.
Lakosainak száma 845 fő (2018. január 1.). La Chaussaire La Regrippière, La Remaudière, Gesté és Le Puiset-Doré községekkel határos.

## Népesség
A település népességének változása:
| Lakosok száma | 623  | 614  | 606  | 644  | 610  | 749  | 794  | 803  | 843  | 845  |
|               | 1962 | 1968 | 1982 | 1990 | 1999 | 2008 | 2011 | 2013 | 2017 | 2018 |